# Spaelotis rufa
Spaelotis rufa är en fjärilsart som beskrevs av Tutt 1892. Spaelotis rufa ingår i släktet Spaelotis och familjen nattflyn. Inga underarter finns listade i Catalogue of Life.